# Nguyễn Hữu Kim Sơn
Nguyễn Hữu Kim Sơn (sinh ngày 15 tháng 3 năm 2002) là một nam vận động viên thuộc đội tuyển bơi lội quốc gia Việt Nam. Được mệnh danh là "thần đồng bơi lội" của Việt Nam và "hoàng tử bé" của làng bơi lội Đông Nam Á, Kim Sơn đã giành Huy chương Vàng cho Đoàn thể thao Việt Nam tại Đại hội Thể thao Đông Nam Á 2017 ở nội dung 400m hỗn hợp cá nhân nam và phá kỷ lục SEA Games ngay trong lần đầu tiên tham gia đại hội thể thao này.

## Sự nghiệp

### Đầu đời
Nguyễn Hữu Kim Sơn sinh ngày 15 tháng 3 năm 2002 tại Thành phố Hồ Chí Minh. Từ khi lên 5 tuổi, Sơn đã bắt đầu tập bơi tại một câu lạc bộ ở Quận 3, Thành phố Hồ Chí Minh. Đến năm 9 tuổi, anh được chọn vào lớp vận động viên trọng điểm của thành phố và chuyển sang đơn vị đào tạo mới tại câu lạc bộ Yết Kiêu. Tuy nhiên đến cuối năm 2014 đã có xuất hiện mâu thuẫn giữa câu lạc bộ mới và gia đình Kim Sơn khi gia đình cho rằng anh không được đảm bảo những điều kiện cần thiết để tập luyện.
Năm 2015, không hài lòng với việc Kim Sơn tập thêm giờ ở hồ bơi khác, câu lạc bộ Yết Kiêu đã chuyển anh về câu lạc bộ cũ, đồng thời quyết định cho Nguyễn Hữu Kim Sơn ra khỏi danh sách năng khiếu dự bị tập trung của Thành phố Hồ Chí Minh với lý do: "Không phù hợp với kế hoạch đào tạo mới". Vụ việc này là một trong ba vụ lùm xùm của câu lạc bộ Yết Kiêu trước khi bị phụ huynh vận động viên tố cáo sai phạm. Sau khi rời Thành phố Hồ Chí Minh, Kim Sơn đầu quân cho đơn vị An Giang. Lúc bấy giờ Kim Sơn chỉ vừa 13 tuổi và đang chuẩn bị cho Giải bơi các nhóm tuổi Đông Nam Á lần thứ 39.
Tháng 4 năm 2015, Kim Sơn tham dự Giải bơi các nhóm tuổi Đông Nam Á ở các hạng mục cho lứa tuổi 13 và dưới 13 bao gồm bơi ếch, bơi bướm, bơi hỗn hợp và bơi tự do. Không chỉ giành được tất cả 4 Huy chương Bạc và 2 Huy chương Vàng, anh còn thành công phá vỡ kỷ lục của 3 hạng mục bao gồm 400 mét hỗn hợp, 400 mét và 1500 mét tự do.

### 2017–2018: Liên tiếp những kỷ lục
Cuối tháng 7 năm 2017, Nguyễn Hữu Kim Sơn tham gia giải Vô địch Thế giới. Với thành tích 15 phút 29 giây 90 tại nội dung 1.500m tự do, anh đã vượt kỷ lục quốc gia lẫn kỷ lục SEA Games của Việt Nam trước đó. Điều này đã dẫn đến tranh cãi về việc ai sẽ là người được chọn tham dự kỳ nội dung 1.500m tự do tại SEA Games 29 diễn ra ngay sau đó. Kết quả, ban huấn luyện Việt Nam quyết định đăng ký nội dung này cho hai vận động viên là Nguyễn Huy Hoàng và Lâm Quang Nhật, và đăng ký cho Sơn nội dung các nội dung 200 mét và 400 mét.
Tháng 8 cùng năm, Kim Sơn lần đầu tiên đại diện Việt Nam tham dự Đại hội Thể thao Đông Nam Á. Ngày 21 tháng 8, anh tham dự nội dung bơi đầu tiên, 400 mét tự do nam. Với thành tích 3 phút 54 giây 20, Kim Sơn đã giành được Huy chương Đồng khi mới 15 tuổi. Đồng thời, thành tích này đã giúp anh vượt qua thành tích của Hoàng Quý Phước và lập kỷ lục quốc gia. 4 ngày sau, Kim Sơn lại tiếp tục gây bất ngờ khi đoạt cả Huy chương Vàng với thành tích 4 phút 12 giây 22 ở môn thi 400m hỗn hợp cá nhân nam đồng thời phá kỷ lục SEA Games mà vận động viên người Thái Lan là Ratapong Sirisanont đã lập được 15 năm trước (4 phút 23 giây 20). Không chỉ là vận động viên trẻ tuổi nhất giành giải Vàng cho quốc gia ở SEA Games 29, Kim Sơn còn trở thành vận động viên trẻ tuổi nhất giành giải Vàng trong lịch sử tham dự các kỳ SEA Games của Việt Nam. Kim Sơn được mệnh danh là "hoàng tử bé" của làng bơi lội Đông Nam Á.
Tháng 11 cùng năm, Kim Sơn tham gia Giải bơi các nhóm tuổi Đông Nam Á được tổ chức tại Brunei. Giành được tổng cộng 14 Huy chương Vàng (9 ở các hạng mục cá nhân và 5 ở hạng mục tiếp sức), 2 Huy chương Bạc, phá 7 kỷ lục cá nhân và 3 kỷ lục tiếp sức, anh đã đoạt cúp Vận động viên xuất sắc nhất lứa tuổi 14–15. Trong các nội dung tham gia thi đấu, Kim Sơn đã đạt 4 chuẩn dự thi Olympic trẻ 2018 ở các nội dung bơi của nam: 200m và 400m tự do, 200m hỗn hợp và 200m bướm.
Đầu năm 2018, cùng với đàn chị Ánh Viên, Kim Sơn sang Hoa Kỳ tiến hành tập huấn dài hạn. Anh là tài năng trẻ thứ 3 trong lịch sử bơi lội Việt Nam được sang Hoa Kỳ thực hiện chu kỳ tập huấn dài ngày, sau Ánh Viên và Ngô Thị Ngọc Quỳnh. Tháng 8, anh đại diện Việt Nam tham dự Đại hội Thể thao châu Á (ASIAD). Ở cả hai nội dung 400m tự do và hỗn hợp nam, anh chỉ về đích ở vị trí thứ 6. Mặc dù cán đích ở vị trí thứ 6 nhưng thành tích 3 phút 51 giây 67 của Kim Sơn ở 400m tự do đã phá kỷ lục quốc gia 3 phút 57 giây 09 của Hoàng Quý Phước lập tại giải Vô địch bơi Đông Nam Á tổ chức năm 2014 tại Singapore.

## Thành tựu
- Bằng khen của Thủ tướng Chính phủ (2022).[19]
- Huân chương Lao động hạng Ba (2022).[20][21]

### Giải thưởng
| Năm  | Giải thưởng                                        | Hạng mục                  | Kết quả   | Nguồn         |
| ---- | -------------------------------------------------- | ------------------------- | --------- | ------------- |
| 2017 | Vận động viên, huấn luyện viên tiêu biểu toàn quốc | Vận động viên             | Top 10    | [ 22 ]        |
| 2018 | Cúp Chiến thắng 2017                               | Nam vận động viên của năm | Đề cử     | [ 23 ]        |
| 2018 | Cúp Chiến thắng 2017                               | Vận động viên trẻ của năm | Đoạt giải | [ 24 ] [ 25 ] |
| 2023 | Cúp Chiến thắng 2022                               | Đồng đội của năm          | Đoạt giải | [ 26 ] [ 27 ] |

### Thành tích thi đấu
| Năm                               | Giải đấu                   | Địa điểm                           | Nội dung                                | Kỷ lục         | Kết quả         | Nguồn         |
| --------------------------------- | -------------------------- | ---------------------------------- | --------------------------------------- | -------------- | --------------- | ------------- |
| 2017                              | Giải Vô địch Thế giới FINA | Budapest                           | 1500 mét tự do nam                      | Quốc gia       | —               |               |
| Đại hội Thể thao Đông Nam Á       |                            |                                    |                                         |                |                 |               |
| 2017                              | SEA Games 29               | Kuala Lumpur                       | 400 mét tự do cá nhân nam               | Quốc gia       | Huy chương Đồng | [ 3 ]         |
| 2017                              | SEA Games 29               | Kuala Lumpur                       | 400 mét hỗn hợp cá nhân nam             | SEA Games      | Huy chương Vàng | [ 28 ]        |
| 2019                              | SEA Games 30               | Manila                             | 400 mét hỗn hợp cá nhân nam             |                | Huy chương Đồng | [ 29 ]        |
| 2019                              | SEA Games 30               | Manila                             | 1500 mét tự do nam                      |                | Huy chương Đồng | [ 30 ]        |
| 2019                              | SEA Games 30               | Manila                             | 4x200 mét tiếp sức tự do nam            | Quốc gia       | Huy chương Bạc  |               |
| 2022                              | SEA Games 31               | Hà Nội                             | 800 mét tự do nam                       |                | Huy chương Bạc  | [ 31 ]        |
| 2022                              | SEA Games 31               | Hà Nội                             | 1500 mét tự do nam                      |                | Huy chương Bạc  | [ 32 ] [ 33 ] |
| 2022                              | SEA Games 31               | Hà Nội                             | 4x200 mét tiếp sức tự do nam            | SEA Games      | Huy chương Vàng | [ 34 ] [ 35 ] |
| 2023                              | SEA Games 32               | Phnôm Pênh                         | 1500 mét tự do nam                      |                | Huy chương Bạc  | [ 36 ]        |
| 2023                              | SEA Games 32               | Phnôm Pênh                         | 4x200 mét tiếp sức tự do nam            |                | Huy chương Vàng | [ 37 ] [ 38 ] |
| Giải bơi các nhóm tuổi Đông Nam Á |                            |                                    |                                         |                |                 |               |
| 2015                              | SEA Age Group lần thứ 39   | Đà Nẵng                            | 200 mét bơi ếch nam dưới 13             |                | Huy chương Bạc  |               |
| 2015                              | SEA Age Group lần thứ 39   | Đà Nẵng                            | 200 mét bơi bướm nam dưới 13            |                | Huy chương Bạc  |               |
| 2015                              | SEA Age Group lần thứ 39   | Đà Nẵng                            | 200 mét hỗn hợp nam dưới 13             |                | Huy chương Bạc  |               |
| 2015                              | SEA Age Group lần thứ 39   | Đà Nẵng                            | 400 mét hỗn hợp nam dưới 13             | Hạng mục       | Huy chương Vàng |               |
| 2015                              | SEA Age Group lần thứ 39   | Đà Nẵng                            | 400 mét tự do nam dưới 13               | Hạng mục       | Huy chương Vàng |               |
| 2015                              | SEA Age Group lần thứ 39   | Đà Nẵng                            | 1500 mét tự do nam dưới 13              | Hạng mục       | Huy chương Bạc  | [ 6 ]         |
| 2017                              | SEA Age Group lần thứ 41   | Brunei                             | 50 mét bơi ếch nam lứa tuổi 14–15       |                | Huy chương Bạc  | [ 39 ]        |
| 2017                              | SEA Age Group lần thứ 41   | Brunei                             | 100 mét bơi ếch nam lứa tuổi 14–15      |                | Huy chương Vàng | [ 39 ]        |
| 2017                              | SEA Age Group lần thứ 41   | Brunei                             | 200 mét bơi ếch nam lứa tuổi 14–15      | Hạng mục       | Huy chương Vàng | [ 39 ]        |
| 2017                              | SEA Age Group lần thứ 41   | Brunei                             | 100 mét bơi bướm nam lứa tuổi 14–15     |                | Huy chương Bạc  | [ 39 ]        |
| 2017                              | SEA Age Group lần thứ 41   | Brunei                             | 200 mét bơi bướm nam lứa tuổi 14–15     | Hạng mục       | Huy chương Vàng | [ 39 ]        |
| 2017                              | SEA Age Group lần thứ 41   | Brunei                             | 100 mét tự do nam lứa tuổi 14–15        |                | Huy chương Vàng | [ 39 ]        |
| 2017                              | SEA Age Group lần thứ 41   | Brunei                             | 200 mét tự do nam lứa tuổi 14–15        | Hạng mục       | Huy chương Vàng | [ 39 ]        |
| 2017                              | SEA Age Group lần thứ 41   | Brunei                             | 400 mét tự do nam lứa tuổi 14–15        | Hạng mục       | Huy chương Vàng | [ 39 ]        |
| 2017                              | SEA Age Group lần thứ 41   | Brunei                             | 1500 mét tự do nam lứa tuổi 14–15       | Hạng mục       | Huy chương Vàng | [ 39 ]        |
| 2017                              | SEA Age Group lần thứ 41   | Brunei                             | 200 mét hỗn hợp nam lứa tuổi 14–15      | Hạng mục       | Huy chương Vàng | [ 39 ]        |
| 2017                              | SEA Age Group lần thứ 41   | Brunei                             | 400 mét hỗn hợp nam lứa tuổi 14–15      | Hạng mục       | Huy chương Vàng | [ 39 ]        |
| 2017                              | SEA Age Group lần thứ 41   | Brunei                             | 4x100 mét tiếp sức tự do nam dưới 18    | Hạng mục       | Huy chương Vàng | [ 39 ]        |
| 2017                              | SEA Age Group lần thứ 41   | Brunei                             | 4x200 mét tiếp sức tự do nam dưới 18    |                | Huy chương Vàng | [ 39 ]        |
| 2017                              | SEA Age Group lần thứ 41   | Brunei                             | 4x100 mét tiếp sức hỗn hợp nam dưới 18  | Hạng mục       | Huy chương Vàng | [ 39 ]        |
| 2017                              | SEA Age Group lần thứ 41   | Brunei                             | 4x100 mét tiếp sức tự do nam nữ dưới 18 |                | Huy chương Vàng | [ 39 ]        |
| 2017                              | SEA Age Group lần thứ 41   | Brunei                             | 4x200 mét tiếp sức tự do nam nữ dưới 18 | Hạng mục       | Huy chương Vàng | [ 39 ]        |
| 2018                              | SEA Age Group lần thứ 42   | Laguna                             | 200 mét tự do nam lứa tuổi 16–18        |                | Huy chương Bạc  |               |
| 2018                              | SEA Age Group lần thứ 42   | Laguna                             | 400 mét tự do nam lứa tuổi 16–18        |                | Huy chương Bạc  |               |
| 2018                              | SEA Age Group lần thứ 42   | Laguna                             | 1500 mét tự do nam lứa tuổi 16–18       |                | Huy chương Bạc  |               |
| 2018                              | SEA Age Group lần thứ 42   | Laguna                             | 200 mét hỗn hợp nam lứa tuổi 16–18      |                | Huy chương Vàng |               |
| 2018                              | SEA Age Group lần thứ 42   | Laguna                             | 400 mét hỗn hợp nam lứa tuổi 16–18      |                | Huy chương Bạc  |               |
| 2019                              | SEA Age Group lần thứ 43   |                                    | 200 mét tự do nam lứa tuổi 16–18        |                | Huy chương Vàng | [ 40 ]        |
| 2019                              | SEA Age Group lần thứ 43   | 400 mét tự do nam lứa tuổi 16–18   |                                         | Huy chương Bạc |                 | [ 40 ]        |
| 2019                              | SEA Age Group lần thứ 43   | 400 mét hỗn hợp nam lứa tuổi 16–18 |                                         | Huy chương Bạc |                 | [ 40 ]        |